# تاتسوهيكو يوشينو
تاتسوهيكو يوشينو (باليابانية: 吉野達彦؛ بالكانا: よしの たつひこ) هو مصارع محترف ياباني، ولد في 31 أغسطس 1985 في أكيتا في اليابان.

## روابط خارجية
- تاتسوهيكو يوشينو على موقع CageMatch worker (الإنجليزية)
- تاتسوهيكو يوشينو على موقع قاعدة بيانات المصارعة على الإنترنت (الإنجليزية)